# Érard de Vallery
Erard, sire de Vallery et Saint-Valérien, fut connétable de Champagne, compagnon de Saint Louis et chambrier de France.

## Biographie
Il appartient à la lignée qui édifie le premier château, dont les restes sont encore bien visibles. Les seigneurs de Vallery étaient vassaux des comtes de Champagne. Au XIIIe siècle, ils étaient aussi seigneurs du village voisin de Villethierry et de Marolles-sur-Seine.
Fils de Jean I de Vallery et d'Agnès de Pougy, Erard de Vallery épouse une certaine Marguerite. Erard a au moins trois frères : Guillaume (chanoine de Sens), Jean et Achille, et une sœur, Mathilde, qui fut la seizième abbesse de l'abbaye Notre-Dame-aux-Nonnains de 1249 à 1262. Selon certaines sources, il aurait eu une fille, Agnès.
Il se serait distingué à la bataille de Taillebourg en 1242.
Erard et son frère Jean suivent Saint Louis en Égypte ("septième croisade"). Jean est capturé par les Sarrasins. Erard parvient à le sauver. Erard est fait prisonnier au cours de la bataille de Westkapelle (4 juillet 1253). Les prisonniers doivent leur liberté à Charles d'Anjou qui verse une forte rançon.
En 1265, Erard accompagne Eudes, le comte de Nevers, en Syrie. C'est à son retour qu'il s'illustre lors de la bataille de Tagliacozzo. 
Il accompagne Saint-Louis à Tunis ("huitième croisade"). Il rédige son codicille le 24 juin 1270. À la mort du roi le 25 aout, Erard fait partie du conseil de régence désigné à titre preventif. Il est aussi nommé chambrier de France en remplacement d'Alphonse de Brienne, mort le même jour que Saint-Louis. 
Erard garde la confiance de Philippe le Hardi qui lui assigne d'importantes missions. 
Il meurt le 27 juin 1276 ou 1277.

## Postérité
Les exploits guerriers d'Érard de Vallery sont chantés par Rutebeuf, et Dante. Les Gestes des Chiprois le disent « chevalier prou et hardy et de grant renomee et savoir mout de guerre ».